# Leon De Coninck
Leon De Coninck – belgijski piłkarz grający na pozycji napastnika.

## Kariera klubowa
Całą swoją karierę piłkarską De Coninck spędził w klubie ARA La Gantoise, w którym w 1929 roku zadebiutował i grał w nim do 1929 roku.

## Kariera reprezentacyjna
W 1928 roku De Coninck był w kadrze Belgii na Igrzyska Olimpijskie w Amsterdamie.